# Мервелд, Ринго
Ринго Мервелд (нидерл. Ringo Meerveld; род. 21 декабря 2002, Хертогенбос) — нидерландский футболист, полузащитник клуба Эредивизи «Херенвен».

## Карьера
Ринго Мервелд является воспитанником команды «Ден Босх», в которой и начал свою профессиональную карьеру, подписав свой первый профессиональный контракт в возрасте 16 лет. Мервелд дебютировал за клуб 12 августа 2019 года в матче против «Йонг ПСВ», завершившиеся со счётом 2:2. А 6 декабря 2020 года забил свой первый гол за клуб в встрече против команды НЕК.
31 августа 2021 года осуществился трансфер игрока в «Виллем II», подписав контракт с новым клубом до 2025 года. Стоимость самого трансфера составила 750 тысяч евро, что стало самой дорогой продажей в истории «Ден Босха». 21 сентября 2021 состоялся дебют Ринго за «Виллем II» в Эредивизи, выйдя на замену в матче с «Валвейком». Летом 2024 года соглашение Мервелда с клубом было переподписано на год. В зимнее трансферное окно 2025 года футболистом интересовались такие клубы как АЗ, «Твенте» и «Фейеноорд». Последний же предложил за игрока 2 миллиона евро, но «Виллем II» отказался и переход так и не состоялся.
18 августа 2025 года перешёл в «Херенвен», подписав четырёхлетний контракт до середины 2029 года.

## Статистика выступлений
| Выступление      | Выступление      | Выступление      | Лига | Лига | Кубки | Кубки | Прочие | Прочие | Итого | Итого |
| Клуб             | Лига             | Сезон            | Игры | Голы | Игры  | Голы  | Игры   | Голы   | Игры  | Голы  |
| ---------------- | ---------------- | ---------------- | ---- | ---- | ----- | ----- | ------ | ------ | ----- | ----- |
| Ден Босх         | Эрстедивизи      | 2019/20          | 10   | 0    | 1     | 0     | —      | —      | 11    | 0     |
| Ден Босх         | Эрстедивизи      | 2020/21          | 34   | 5    | 1     | 0     | —      | —      | 35    | 5     |
| Ден Босх         | Эрстедивизи      | 2021/22          | 2    | 0    | 0     | 0     | —      | —      | 2     | 0     |
| Ден Босх         | Итого            | Итого            | 46   | 5    | 2     | 0     | —      | —      | 48    | 5     |
| Виллем II        | Эредивизи        | 2021/22          | 13   | 0    | 1     | 0     | —      | —      | 14    | 0     |
| Виллем II        | Эрстедивизи      | 2022/23          | 22   | 0    | 0     | 0     | 2      | 0      | 24    | 0     |
| Виллем II        | Эрстедивизи      | 2023/24          | 36   | 9    | 1     | 0     | —      | —      | 37    | 9     |
| Виллем II        | Эредивизи        | 2024/25          | 33   | 4    | 2     | 0     | 4      | 2      | 39    | 6     |
| Виллем II        | Итого            | Итого            | 104  | 13   | 4     | 0     | 6      | 2      | 114   | 15    |
| Всего за карьеру | Всего за карьеру | Всего за карьеру | 150  | 18   | 6     | 0     | 6      | 2      | 162   | 20    |

- Статистика выступлений на клубном уровне взята с сайта soccerway.com

## Достижения

### «Виллем II»
- Победитель Первого дивизиона Нидерландов: 2023/2024[англ.][2]